# Владан Недич
Владан Недич (Владан Недић; 10 липня 1920, Пласковац — 18 вересня 1975, Белград) — сербський історик літератури.

## Біографія
Початкову школу закінчив у Смедереве, а середню — у Смедереве та Белграді (1938). Вивчав югославську та російську літератури на філософському факультеті в Белграді (1938—1941). З листопада 1944 по березень 1946 перебував у ЮНА. Закінчив у 1946 році. Деякий час був бібліотекарем у Бібліотеці Товариства культурного співробітництва між Югославією та СРСР та в Центральній бібліотеці САНУ. На філософському факультеті в Белграді був асистентом народної літератури, асистентом, доцентом та професором. Читав лекції на філософському факультеті в Новому Саді та Приштині.
Опублікував велику кількість досліджень та статей про окремих письменників та явища в сербській літературі. Дві найбільші сфери його діяльності — література 19-20 століть та народна поезія. Його літературно-історична праця включає велику кількість бібліографій, наукових оглядів та фахових робіт, кілька критичних видань народних пісень, антологій усної лірики, а також кілька підбірок з літературних творів сербських письменників (Егош, Змай, Лаза Лазаревич, Корович та Ракіч).